# I. Chlothar frank király
I. Chlothar, más írásmóddal Chlotachar (497 – 561. november 29.) frank király Soissons-ban 511-től haláláig, az egész Frank Birodalomban 558-tól. A birodalom egyik legkegyetlenebb királya volt.

## Uralkodása
I. Klodvig fiaként született, és édesapja halála után Soissons-t örökölte: ide tartozott a régi Toxandria, azaz az Escaut és a Rajna torkolatvidéke. Chlodomer fivére halála (524) után másik fivérével, I. Childeberttel felosztotta Chlodomer részét.
523-ban és 534-ben testvéreivel a burgundok ellen harcolt. 529-ben részt vett Theoderich fivére thüringiai hadjáratában. Thüringia feldúlása, népének adófizetőkké tétele után Chlotharnak jutott zsákmányul a thüringiai király fia, és nyolcéves leánya is: Radegunda (Chlothar jövendőbeli felesége). 
532-ben Childeberttel meghódította Burgundiát. Chlothar 555-ben megszerezte az örökös nélkül maradt keleti királyságot, harmadik fivére, I. Theuderich unokája, Theudebald részét is. Miután pedig Childebert 558-ban fiúörökös nélkül halt meg, az ő királyságát is beolvasztotta Chlothar. (Tehát utolsó éveiben egyedüli királya volt az immár Burgundiát és a Majna északkeleti völgyében fekvő Thüringiát is magába foglaló Frank Birodalomnak.)
Élete utolsó éveiben a szászokkal viselt háborút, akik évi adóul 500 tehenet tartoztak neki szolgáltatni. Háborúznia kellett a fészkelődő türingiaiak ellen is. 561-ben szembekerült legidősebb fiával, az avernok földjén föllázadt Chrammal. Kegyetlen megtorlással válaszolt: az armoricai bretonokból toborzott lázadó sereget megverte, a családjával együtt menekülő fiát elfogta, feleségével és két leányával együtt egy szegényes kunyhóban asztalhoz köttette, majd a házat rájuk gyújtatta. 
Visszatérve braine-i villájába, minden lelkiismeretfurdalás nélkül látott hozzá a nagy őszi vadászat előkészületeihez. Nagyszámú kísérettel, lovakkal, kutyákkal vonult a compiegne-i erdőbe. A kemény vadászat a már idős királyt teljesen kimerítette, betegen vitték legközelebbi birtokára, ahol ötvenéves uralkodás után meg is halt. Négy fia, Charibert, Guntram, Chilperich és Sigebert gyertyával a kezükben, zsoltárt énekelve kísérték a halotti menetet Soissons-ba. Miként I. Klodvig halála után történt, a fiúk ismét felosztották egymás között a frankok királyságát.

## Magánélete
- Braine A király kedvenc tartózkodása helye egy Soissons közelében fekvő "villa", Braine volt.[5] A hatalmas birtok közepén lévő királyi lakhelyet, az antik mintájú oszlopcsarnokokkal körülvett épületet szobrok és fafaragások díszítették, miként a római arisztokrácia otthonait.[5] A központi épület körül sorakoztak az udvar római és barbár származású tisztviselőinek a lakásai.[9] A király személyes kíséretének katonáit hűségi kötelékek fűzték uralkodójukhoz.[7] A különböző mesterséget végző családok egyszerűbb házai kapcsolódtak a villa együtteséhez.[7] Ezekben a házakban gall vagy germán eredetű, szabad vagy félszolgai állapotú fegyverkészítők, ötvösök, a bőr- és textilruházat és a különféle szerszámok készítői dolgoztak az udvar ellátására.[7] A királyi lakrész egyik titkos szobájában őrizték hármas zárral ellátott nagy ládákban az arany pénzérméket, a nemesfém edényeket, ékszereket, drágaköveket, a rablóhadjáratokban szerzett zsákmányt, azaz a királyok hatalmát és gazdagságát képviselő kincstárat.[7]

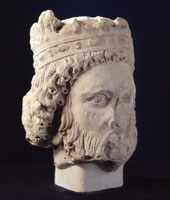
I. Chlothar (Helytörténeti múzeum, Soissons)

- Az udvar Az udvar volt a király kormányzati központja.[7] Ide hívta zsinatra a gall püspököket, itt fogadta a követeket, itt rendezte a frankok nagygyűlését, amelyet hagyományos ünnepi lakoma követett ősi dalok éneklésével, s nagyon gyakran durva dőzsöléssel.[7] Chlothar is, hasonlóan a többi királyhoz, udvarával egyik birtokról a másikra vándorolt, ahol kíséretével felélték a felhalmozott termékeket, nagy vadászatokat tartottak, ágyasokat toboroztak a birtokhoz tartozó alattvalók leányai közül.[7] Keresztény volta ellenére Chlothar mitsem törődve az egyházi tilalmakkal, meglehetősen szabados életet folytatott.[7] Ágyasai közül időnként egyeseket feleséggé emelt, vagy elküldött, ha újabb asszony nyerte meg a tetszését.[7] Állatias érzéki kihágásai miatt viszályba keveredett az egyházzal is.[6]